# Partido de los Industriales y Empresarios de Turkmenistán
El Partido de los Industriales y Empresarios de Turkmenistán es un partido político turcomano. Fue fundado el 21 de agosto de 2012, siendo el primer partido de oposición en el país, poniendo fin al unipartidismo reinante.
El 10 de junio de 2013, Ovezmammed Mammedov, líder de la agrupación, fue elegido miembro de la Asamblea de Turkmenistán en una elección celebrada para cubrir cinco vacantes. Sin embargo, el partido ha sido visto por algunos sectores como una herramienta del predominante Partido Democrático para evitar críticas, más que como una agrupación real de oposición.
En las elecciones parlamentarias celebradas el 15 de diciembre de ese año consiguió 14 escaños de los 125 que conforman el Mejlis, órgano legislativo del país. Para las próximas elecciones parlamentarias, celebradas en 2018, consiguió solo 11 escaños.
En diciembre del 2017, delegados del partido eligieron a Saparmyrat Owganow como nuevo líder del partido. Ese año, el partido postuló a Bekmyrat Atalyýew como candidato presidencial en las elecciones presidenciales, donde obtuvo tan solo el 0,36% de los votos.

## Resultados Electorales

### Elecciones legislativas
| Elección | Líder                       | Rendimiento | Rendimiento | Posición | Gobierno |
| Elección | Líder                       | Escaños     | +/–         | Posición | Gobierno |
| -------- | --------------------------- | ----------- | ----------- | -------- | -------- |
| 2013     | Ovezmammed Mammedov         | 14/125      | Nuevo       | 4.º      |          |
| 2018     | Saparmyrat Esenowiç Owganow | 11/125      | 3           | 2.º      |          |
| 2023     | Saparmyrat Esenowiç Owganow | 18/125      | 7           | 3.º      |          |

### Elecciones presidenciales
| Elección | Candidato         | %     |
| -------- | ----------------- | ----- |
| 2017     | Bekmyrat Atalyýew | 0,36% |
| 2022     | Babamyrat Meredow | 1,08% |